# Masaya Oki
Masaya Oki (沖雅也, Masaya Oki), né le 12 juin 1952 et mort le 28 juin 1983, est un acteur japonais. Il est notamment connu pour son rôle dans la série télévisée policière Taiyō ni hoero!.

## Biographie
En 1968, Masaya Oki participe à une audition de la Nikkatsu. Alors choisi, il commence sa carrière à la Nikkatsu dans des petits rôles. Il remporte un prix Elan d'or (en) en 1969.
Il met fin à ses jours en sautant du haut d'un immeuble en 1983.
Masaya Oki a tourné dans vingt-sept films entre 1968 et 1980.

## Filmographie partielle

### Cinéma
- 1968 : Aru shōjo no kokuhaku: Junketsu (ある少女の告白 純潔?) de Kenjirō Morinaga
- 1969 : Zenka: Kari shakuhō (前科 仮釈放?) de Keiichi Ozawa
- 1969 : Zenka: Dosu arashi (前科 ドス嵐?) de Keiichi Ozawa
- 1970 : Doninki kazeno tengu (土忍記 風の天狗?) de Keiichi Ozawa
- 1970 : Hangyaku no merodii (反逆のメロディー?) de Yukihiro Sawada
- 1970 : Shinjuku Outlaw: Buttobase (新宿アウトロー ぶっ飛ばせ?) de Toshiya Fujita
- 1971 : Kantō nagaremono (関東流れ者?) de Keiichi Ozawa
- 1971 : Otoko no sekai (男の世界?) de Yasuharu Hasebe
- 1977 : La Guerre de l'espace (惑星大戦争, Wakusei daisenso?) de Jun Fukuda
- 1978 : La Reine des abeilles (女王蜂, Joōbachi?) de Kon Ichikawa
- 1978 : Le Phénix (火の鳥, Hi no tori?) de Kon Ichikawa
- 1978 : Burū Kurisumasu (ブルークリスマス?) de Kihachi Okamoto
- 1980 : L'Ancienne Capitale (古都, Koto?) de Kon Ichikawa
- 1980 : Toward the Terra (地球へ..., Terra e...?) de Hideo Onchi

### Séries télévisées
- 1973 : Hissatsu shiokinin
- 1975 : Hissatsu shiokiya kagyō
- 1976 - 1982 : Taiyō ni hoero! (太陽にほえろ!?)
- 1978 : Hissatsu karakurinin fugakuhiyakkei koroshitabi
- 1980 : Shin Edo no kaze
- 1981 : Edo no asayake